# Стратфорд (Острво Принца Едварда)
Стратфорд (енгл. Stratford) је варош у канадској провинцији Острво Принца Едварда и део је округа Квинс. Треће је по величини насеље на острву после градова Шарлоттаун и Самерсајд. 
Насеље је настало средином 18. века као рибарско село. Одлуком градског већа града Шарлоттауна од 1. априла 1995. Стратфорд је издвојен из подручја града Шарлоттауна и добио је статус засебне вароши. 
Према подацима пописа становништва из 2011. у вароши су живела 8.574 становника у 3.509 домаћинстава, што је за 21,1% више у односу на попис из 2006. када су регистрована 7.083 становника.